# Ист Линн (фильм)
«Ист Линн» (англ. East Lynne) — американский драматический фильм режиссёра Фрэнка Ллойда, выпущенный в 1931 году компанией «Fox Film Corporation». Сценарий Тома Барри и Брэдли Кинга был основан на одноименном романе Эллен Вуд, опубликованном в 1861 году, и является третьей адаптацией данного произведения. Фильм был выдвинут на премию «Оскар» в номинации лучший фильм. В центре сюжета история Изабеллы, которая тоскует по беспечной жизни, после расставания с богатым мужем.
Авторские права на фильм были продлены, поэтому он не попадёт в общественное достояние до 2027 года. Копия фильма, доступная для просмотра, находится в учебной медиа-лаборатории Калифорнийского университета в Лос-Анджелесе. 

## В ролях
- Энн Хардинг — Изабелла
- Клайв Брук — капитан Уильям Левисон
- Конрад Найджел —  Роберт Карлайл
- Сесилия Лофтус — Корнелия Карлайл
- Берил Мерсер — Джойс
- Дэвид Торренс — Ричард Хэйр